# Biblioteksbogsvandalisme
Biblioteksbogsvandalisme er betegnelsen for hærværk på biblioteksbøger. Fænomenet anses af bibliotekarer for en trussel imod den intellektuelle ejendomsret.
Fænomenet kan strække sig fra håndskrevne understregninger til udrevne sider, forflyttelse af bøger ("deportation" og "materiel vandalisme") og tyveri af bøger.

## Historie
Ved et tilfælde i The Metro Toronto Library i 1975 blev over 200 håndbøger i løbet af en måned revet uopretteligt i stykker. I 1995 var en bogskærer på spil på over 20 californiske biblioteker. Omkostningerne beløb sig til over 10.000 $ på mere end 200 poesibøger. I 2002 var det LGBT-bøger i San Francisco det gik ud over. Hærværkeren havde desuden udskiftet bøgerne med kristne pamfletter. Han blev ved retten dømt til at betale en bøde på 9.600 $ og at konsultere en psykolog. I 2004 blev det Alabamas tur hvor 500 børnebøger blev skåret i stykker: pris: 15.000 $. Især er børne- og sexologibøger udsat for hærværk. I Japan gik det ved en lejlighed ud over alle bøger om og ved forfatternavnet Anne Frank.
Ved en anden lejlighed gik det ud over 65.000 bibliotekskort på Illinois Universitet fra en ældre tids kartotekssystemer. Anslået pris: 55.000 $.

## Løsningsmuligheder
Som løsning er det blevet foreslået at udstille vandaliserede bøger med henblik på opdragelsesmæssige intentioner. I vor tid er alle biblioteksbøger i Danmark udstyret med en chip- og stregkodeforanstaltninger. Det har været muligt siden 1970'erne. Hertil kommer kameraovervågning. Forebyggelse sker også i form af omplacering af udsatte bøger til pladser bag informationsskranker, eller blot indkøb af billigere eksemplarer.

## Forklaringsmodeller
Gerningspersonerne tæller lige fra børn og studerende til forskere og biblioteksansatte. En undersøgelse i Ghana slog fast at 90 % udgjordes af studerende. Moralsk forargelse og meningsuoverensstemmelser er en af baggrundene for bogvandalisme, samt analfabetisme i nogle egne på kloden.
Med til listen regnes også statsstyret bogvandalisme ved totalitære regimer som blandt andet i det tidligere Sovjetunionen og Det Tredje Riges bogafbrænding.
I Danmark kan sene ubemandede åbningstider på folkebiblioteker også ligge til grund for hærværk.